# Publius Licinius Crassus (Konsul 97 v. Chr.)
Publius Licinius Crassus († 87 v. Chr.) war ein römischer Politiker der ausgehenden Republik und Vater des Triumvirn Marcus Licinius Crassus.
Er stammte aus dem bekanntesten Zweig der plebejischen Familie der Licinier, den Licinii Crassi. Er war etwa 102 v. Chr. Ädil und wurde 97 v. Chr. Konsul. 
Wohl noch in diesem Amt ging er als Statthalter der Provinz Hispania ulterior nach Spanien, wo er in den nächsten Jahren auch als Prokonsul blieb und gegen die Lusitaner kämpfte. Bei seiner Rückkehr 93 v. Chr. erhielt er einen Triumph.
Im Bundesgenossenkrieg diente er 90 v. Chr. unter Lucius Iulius Caesar als Legat und erlitt in Lukanien eine Niederlage, so dass er sich nach Grumentum zurückziehen musste. Im folgenden Jahr 89 v. Chr. wurde er zusammen mit Caesar Zensor.
Während der Unruhen 87 v. Chr. diente er unter dem Konsul Gnaeus Octavius im Kampf gegen Gaius Marius und Lucius Cornelius Cinna. Nachdem einer seiner Söhne vom popularen Militärtribunen Gaius Flavius Fimbria getötet worden war, nahm er sich das Leben (eventuell starb Crassus auch vor seinem Sohn).